# Zastava Erevana
Zastava Erevana je zastava armenskog glavnog grada Erevana. Riječ je o bijeloj jednobojnici unutar koje se nalazi grb grada okružen s 12 crvenih trokuta. Sama bijela podloga simbolizira jasnoću i jednostavnost a 12 trokuta 12 bivših armenskih prijestolnica. Boje koje se koriste na zastavi iste su kao i na nacionalnom barjaku što prikazuje važnost Erevana kao armenske prijestolnice.
Zastava je službeno prihvaćena 27. rujna 2004.

## Vidjeti također
- Grb Erevana
- Erevan